# برنینگ اسپرینگز (ویرجینیای غربی)
برنینگ اسپرینگز (به انگلیسی: Burning Springs) یک منطقهٔ مسکونی در ایالات متحده آمریکا است که در Wirt County واقع شده‌است. برنینگ اسپرینگز ۱۹۵٫۹۹ متر بالاتر از سطح دریا واقع شده‌است.